# 御所郵便局
御所郵便局（ごせゆうびんきょく）
- 奈良県御所市にある郵便局。本項で記述する。

御所郵便局（ごしょゆうびんきょく）
- 岩手県岩手郡雫石町にある郵便局。局番号は83218。
- 徳島県阿波市にある郵便局。局番号は62110。

御所簡易郵便局（ごしょかんいゆうびんきょく）
- 山梨県笛吹市にある簡易郵便局。局番号は08828。

御所郵便局（ごせゆうびんきょく）は、奈良県御所市にある郵便局。民営化前の分類では集配普通郵便局であった。

## 概要
住所：〒639-2299 奈良県御所市71番地の3（栄町）

## 沿革
- 1872年2月3日（明治4年12月25日） - 御所郵便取扱所として開設[1]。
- 1875年（明治8年）1月1日 - 御所郵便局（五等）となる。
- 1880年（明治13年） - 為替取扱を開始。
- 1881年（明治14年） - 貯金取扱を開始。
- 1894年（明治27年）3月25日 - 御所郵便電信局となる。
- 1903年（明治36年）4月1日 - 通信官署官制の施行に伴い御所郵便局となる。
- 1956年（昭和31年）3月1日 - 掖上郵便局[2]から電報配達事務の一部[3]を移管[4]。
- 1960年（昭和35年）1月18日 - 電報配達、国内欧文電報受付、国際電報受付、電話交換の各事務を御所電報電話局に移管。
- 1960年（昭和35年）2月 - 局舎新築落成。
- 1960年（昭和35年）10月16日 - 特定郵便局から普通郵便局に局種別改定。
- 1974年（昭和49年）11月 - 局舎新築落成。
- 1975年（昭和50年）3月24日 - 名柄郵便局の集配業務の全部と葛郵便局[5]の集配業務の一部（御所市域）[6]を当局に移管。
- 1999年（平成11年） - 外国通貨の両替および旅行小切手の売買に関する業務取扱を開始。
- 2007年（平成19年）10月1日 - 民営化に伴い、併設された郵便事業御所支店に一部業務を移管。
- 2012年（平成24年）10月1日 - 日本郵便株式会社発足に伴い、郵便事業御所支店を御所郵便局に統合。

## 取扱内容
- 郵便、印紙、ゆうパック、内容証明
- 貯金、為替、振替、振込、国際送金、国債、投資信託
- 生命保険、バイク自賠責保険、自動車保険
- ゆうちょ銀行ATM
- 御所市内（〒639-22xx、-23xx区域）の集配業務
- ゆうゆう窓口

## 風景印
- 図柄は金剛山遠景とロープウェイ。櫛羅の滝。局名表記は「御所」
- 使用開始日は1975年6月1日

## 周辺
- 御所市役所
- 葛城公園
- アザレアホール
- 御所市立御所小学校
- 御所市立御所中学校
- 国道24号
- 葛城川

## アクセス
- JR和歌山線 御所駅から東へ約300m（徒歩約7分）
- 近鉄御所線 近鉄御所駅から北東へ約400m（徒歩約11分）
- 奈良交通バス 近鉄御所駅停留所、御所市コミュニティバス（ひまわり号） 竹田停留所下車
- 南阪奈道路 葛城ICから南東へ約5.5km、大和高田バイパス 東室ランプから南へ約3.5km
- 奈良県道162号御所停車場線沿い
- 駐車場あり：8台